# Zrywkowate
Zrywkowate (Pilobolaceae Corda) – rodzina grzybów z rzędu pleśniakowców (Mucorales).

## Charakterystyka
Grzyby saprotroficzne i koprofilne. Tworzą rzadką grzybnię pod powierzchnią substratu. Jest koenocytarna, rozgałęziona i wytwarza sporocysty dające początek jednemu, rzadziej dwom, przeważnie nierozgałęzionym sporoforom. Zarodnie słupkowate, wielozarodnikowe, o trwałych ścianach, ciemne, łuskowate, często pokryte kryształkami, z widocznym pęcherzykiem podzarodnikowym. z kolumelą i górną częścią sporoforu lub bez. U większości gatunków zarodnie wraz z zarodnikami wyrzucane są siłą przez ciśnienie tworzące się w nich i pęcherzykach podzarodnikowych. Zygospory tworzą się na przylegających splecionych strzępkach w obrębie lub na powierzchni substratu. Mają barwę od brązowej do czarnej. Powierzchnia zarodni szorstka lub falista.

## Systematyka
Pozycja w klasyfikacji według Index Fungorum:
Mucorales, Incertae sedis, Mucoromycetes, Mucoromycotina, Mucoromycota, Fungi.
Nazwę tego taksonu utworzył August Corda w 1823 r. Według aktualizowanej klasyfikacji Index Fungorum, który bazuje na Dictionary of the Fungi, do rodziny Pilobolaceae należą rodzaje:
- Pilobolus Tode 1784
- Utharomyces Boedijn ex P.M. Kirk & Benny 1980[2].